# Grand Prix du Comité Olympique National féminin
Le Grand Prix du Comité Olympique National (Gran Premio Comité Olímpico Nacional Femenino en espagnol) est une course cycliste féminine d'un jour qui se tient tous les ans au Costa Rica. Créée en 2018, elle fait partie du Calendrier international féminin UCI, en classe 2.1. La même épreuve masculine est présente au calendrier de l'UCI America Tour.

## Palmarès
| Année | Vainqueur      | Deuxième       | Troisième      |
| ----- | -------------- | -------------- | -------------- |
| 2018  | Marcela Prieto | Liliana Moreno | Brenda Santoyo |